# Javorek
Javorek är en ort i Tjeckien.   Den ligger i regionen Vysočina, i den centrala delen av landet, 140 km öster om huvudstaden Prag. Javorek ligger 601 meter över havet och antalet invånare är 111.
Terrängen runt Javorek är varierad.Runt Javorek är det ganska glesbefolkat, med 45 invånare per kvadratkilometer. Närmaste större samhälle är Žďár nad Sázavou, 19,5 km sydväst om Javorek. Omgivningarna runt Javorek är en mosaik av jordbruksmark och naturlig växtlighet.